# Requisiti acustici passivi

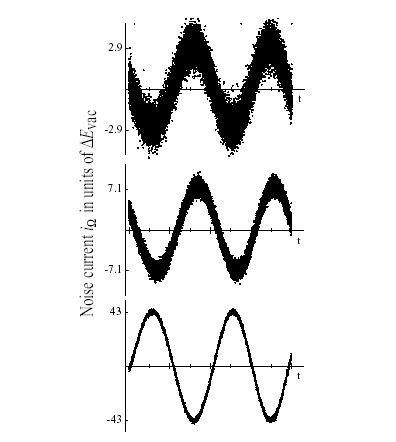
Analisi comparativa dei rumori

I requisiti acustici passivi rappresentano una delle caratteristiche specifiche degli elementi costruttivi di un edificio (v. Acustica architettonica), che qualificano le sorgenti sonoro/acustiche esterne ed interne dell'edificio stesso.
Tali requisiti sono:
- (T) Tempo di riverberazione, definito dalla norma ISO 3382:1975;
- (Rw) Potere fonoisolante apparente (relativo alla parete di separazione tra due ambienti), da calcolare secondo la norma UNI 8270: 1987;
- (D2mnTw) Isolamento acustico standardizzato di facciata - dell'intera facciata di uno stabile;
- (Lnw) Isolamento al calpestio - Isolamento della parete di separazione quando è un pavimento.
- (Las max - La eq) Isolamento dal rumore prodotto dagli impianti tecnologici a servizio discontinuo (ascensori, bagni, scarichi idraulici, ecc.) ed a servizio continuo (riscaldamento, condizionatori, ecc.).

I valori sono da calcolare con procedimenti stabiliti dalle Norme Tecniche, e sono di regola molto bassi per scuole, ospedali, alberghi, uffici.

## La normativa vigente
A livello comunitario, le norme tecniche per la progettazione dei requisiti acustici passivi degli edifici sono rappresentate dallo standard UNI EN 12354, adeguato alle tipologie costruttive italiane dal Technical Report UNI TR 11175.
A livello nazionale, per quanto riguarda l'Acustica Ambientale vige la cosiddetta "Legge quadro sull'inquinamento acustico" (Legge 26 ottobre 1995 n. 447) che stabilisce i principi fondamentali in materia di tutela dal rumore prodotto dall'ambiente esterno e dall'ambiente abitativo, ai sensi dell'art. 117 della Costituzione.
e il suo decreto attuativo DPCM 14-11-1997 "Determinazione dei valori limite delle sorgenti sonore"
Questo decreto fissa i limiti di rumore generato dalle sorgenti sonore. Vengono disciplinati i valori limite di emissione, immissione, attenzione e qualità del rumore secondo tabelle che si rifanno alla classificazione acustica del territorio comunale. È proprio in base a questi limiti che sono redatte le valutazioni di impatto e clima acustico previste dalla Legge Quadro 447.
DPCM 5-12-1997 "Determinazione dei requisiti acustici passivi degli edifici"
Documento di riferimento normativo italiano per l'Acustica in edilizia. Tale decreto definisce i valori (minimi o massimi) di rumore riscontrabili all'interno degli edifici riguardanti:
```
   * rumore tra differenti unità immobiliari;
   * rumore esterno;
   * rumore da calpestio;
   * rumore di impianti a funzionamento continuo e discontinuo.
```

## Precedenti normativi
1. Circolare N° 1769 del 30 aprile 1966 "Criteri di valutazione e collaudo dei requisiti acustici nelle costruzioni edilizie"
2. Decreto ministeriale del 5 luglio 1975 "Altezza minima e requisiti igienico sanitari principali dei locali di abitazione"
3. Decreto ministeriale del 18 dicembre 1975, "Norme tecniche aggiornate relative all'edilizia scolastica, ivi compresi gli indici minimi di funzionalità didattica, edilizia ed urbanistica da osservarsi nella esecuzione di opere di edilizia scolastica"
4. Decreto ministeriale del 5 agosto 1994, "Determinazione dei limiti massimi di costo per gli interventi di edilizia residenziale sovvenzionato e di edilizia residenziale agevolato"
5. Decreto del Presidente del Consiglio dei ministri del 5 dicembre 1997 "Determinazione dei requisiti acustici passivi degli edifici".

## Applicazione della normativa
L'utilizzo dei parametri citati, per qualificare le prestazioni acustiche di un appartamento e soprattutto il metodo di misurazione di tali parametri è una semplificazione ancora oggi dibattuta, ma l'efficacia è talmente rilevante che tali elementi sono stati introdotti nella normativa italiana dal DPCM del 5 dicembre 1997.
La violazione della disciplina sui requisiti acustici passivi comporta la condanna del costruttore all'intervento di messa a norma dell'immobile, fermo restando il risarcimento dei danni.
Numerose sentenze di vario grado hanno stabilito che il non rispetto dei requisiti acustici passivi può causare un deprezzamento superiore al 20% del valore dell'immobile e i danni pagati sono stati pari a tali somme. Il proprietario dell'immobile può rivalersi sull'impresa costruttrice, sul progettista e sul direttore lavori.
Vedi sentenza del Tribunale di Torino:sentenza n. 2715/07 del 23 aprile 2007, Tribunale di Torino
Sui siti specializzati di acustica sono disponibili informazioni aggiuntive.

## Collegamenti esterni

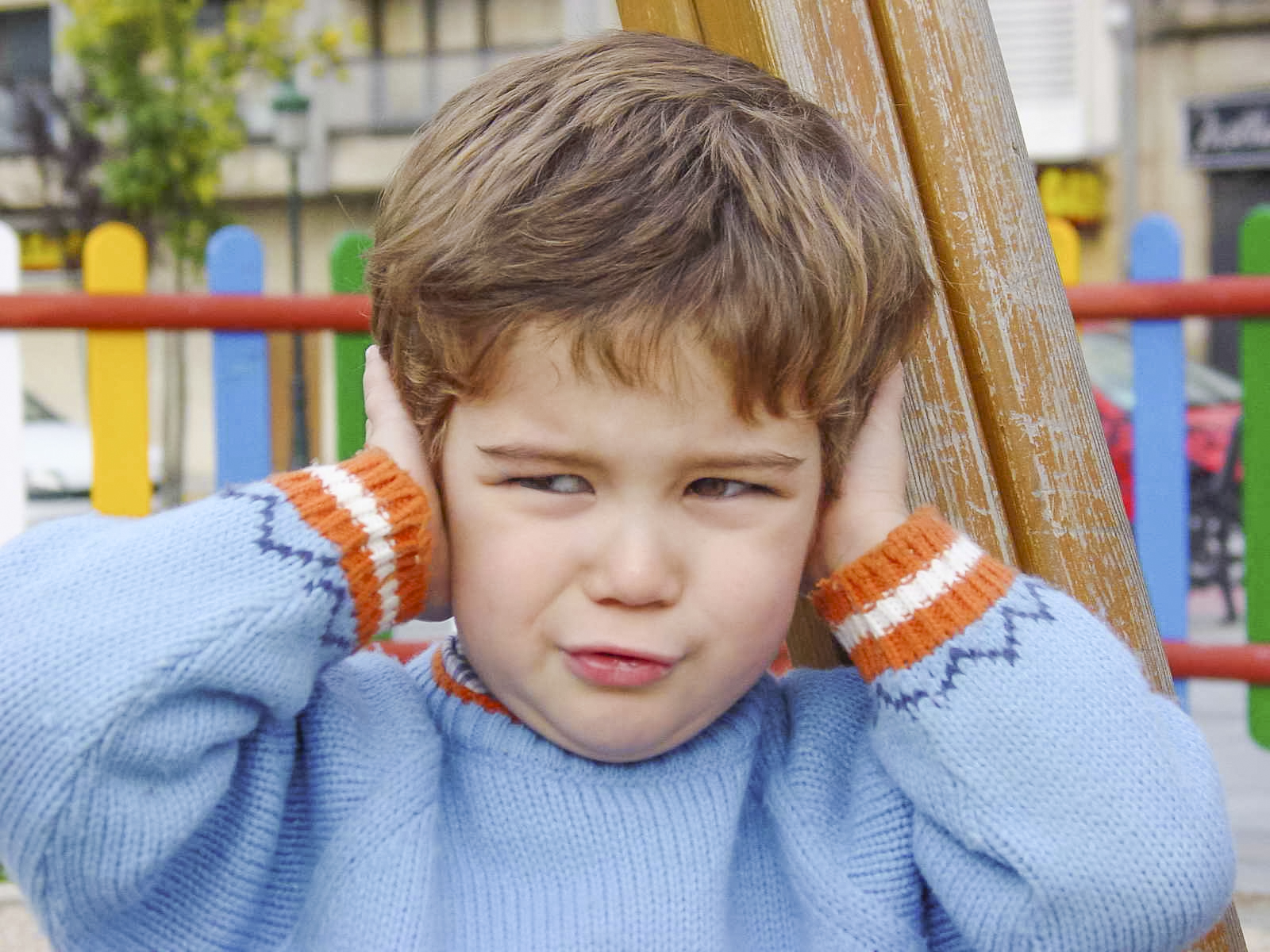